# Толмачёва, Ольга Владимировна
О́льга Влади́мировна Толмачёва (род. 29 октября 1964, Томск) — советская и российская волейболистка, игрок женской сборной СССР (1988—1991). Чемпионка мира 1990, чемпионка Европы 1989, трёхкратная чемпионка СССР, чемпионка России 1992. Мастер спорта СССР международного класса (1986). Нападающая.

## Биография
Начала заниматься волейболом в ДЮСШ-2 города Томска. Выступала за команды: 1985—1987, 1989—1990, 1991—1992 — «Уралочка» (Свердловск/Екатеринбург), 1987—1989, 1990—1991 — «Уралочка»-2/«Юнезис» (Свердловск/Екатеринбург). В их составах:
- трёхкратная чемпионка СССР — 1986, 1987, 1990;
  - бронзовый призёр чемпионата СССР 1991;
- чемпионка России 1992;
- победитель розыгрыша Кубка СССР 1986;
- трёхкратный обладатель Кубка европейских чемпионов — 1987, 1989, 1990;
  - серебряный призёр розыгрыша Кубка чемпионов среди женщин 1988;
- победитель розыгрыша Кубка обладателей кубков ЕКВ 1986.

В 1993—1998 играла за клубы Хорватии. В 2009—2010 тренировала юниорскую команду Хорватии.
В женской сборной СССР в официальных соревнованиях выступала в 1988—1990 годах. В её составе: чемпионка мира 1990, чемпионка Европы 1989, победитель олимпийского квалификационного турнира 1988. В 1991 принимала участие в «Гала-матчах» ФИВБ, в которых сборной СССР противостояла сборная «Звёзды мира».
В 1993 году Ольга Толмачёва в паре с Еленой Сущинской стала серебряным призёром первого чемпионата России по пляжному волейболу.

## Источник
- Волейбол: Энциклопедия / Сост. В. Л. Свиридов, О. С. Чехов. — Томск: Компания «Янсон», 2001.